# Couzeix
Couzeix är en kommun i departementet Haute-Vienne i regionen Nouvelle-Aquitaine i västra Frankrike. Kommunen ligger i kantonen Limoges-Couzeix som tillhör arrondissementet Limoges. År 2022 hade Couzeix 10 011 invånare.

## Befolkningsutveckling
Antalet invånare i kommunen Couzeix
| Referens: INSEE |